# Pachyphyllum piesikii
Pachyphyllum piesikii là một loài thực vật có hoa trong họ Lan. Loài này được Szlach., Mytnik & Rutk. mô tả khoa học đầu tiên năm 2007.